# Шмид, Акира
Аки́ра Шмид (нем. Akira Schmid; род. 12 мая 2000, Берн) — швейцарский хоккеист, вратарь клуба НХЛ «Вегас Голден Найтс».

## Биография

### Клубная карьера
На драфте НХЛ 2018 года был выбран в 5-м раунде под общим 136-м номером клубом «Нью-Джерси Девилз». Последующие три сезона он играл за несколько клубов из Северной Америки, среди которых были «Омаха Лансерз» и «Су-Сити Маскетирс».
17 мая 2021 года подписал с «Нью-Джерси Девилз» трёхлетний контракт новичка. Он продолжил свою карьеру в фарм-клубе «Девилз» «Ютика Кометс», в которой стал основным вратарём. Дебютировал в НХЛ 11 декабря 2021 года в матче с «Нью-Йорк Айлендерс», который «Девилз» проиграли со счётом 4:2; Шмид отразил 25 из 29 бросков по своим воротам.
25 февраля 2023 года в матче против клуба «Филадельфия Флайерз» оформил свой первый шатаут в НХЛ; Девилз выиграли матч со счётом 7:0. В первом раунде плей-офф Кубка Стэнли в серии с «Нью-Йорк Рейнджерс», Шмид оформил два шатаута и помог «Девилз» одержать победу в серии со счётом 4-3.
29 июня 2024 года вместе с нападающим Александром Хольцем был обменян в «Вегас Голден Найтс» на нападающего Пола Коттера и выбор в третьем раунде драфта 2025 года.

### Международная карьера
В составе юниорской сборной Швейцарии играл на ЮЧМ-2017 и ЮЧМ-2018, на которых швейцарцы выступали неудачно.
В составе молодёжной сборной принимал участие на молодёжном чемпионате мира 2019 года, на котором швейцарцы заняли итоговое 4-е место.
В составе сборной принимал участие в чемпионате мира 2024 года и выиграл серебряную медаль.